# Коул-Крік (округ Фремонт, Колорадо)
Коул-Крік (англ. Coal Creek) — місто (англ. town) в США, в окрузі Фремонт штату Колорадо. Населення — 364 особи (2020).

## Географія
Коул-Крік розташований за координатами 38°21′43″ пн. ш. 105°8′30″ зх. д. / 38.36194° пн. ш. 105.14167° зх. д. (38.362038, -105.141782).  За даними Бюро перепису населення США в 2010 році місто мало площу 3,29 км², уся площа — суходіл.

## Демографія
Згідно з переписом 2010 року, у місті мешкали 343 особи в 141 домогосподарстві у складі 92 родин. Густота населення становила 104 особи/км².  Було 160 помешкань (49/км²).
Расовий склад населення:
| - 94,5 % — білих - 0,6 % — корінних американців - 0,3 % — азіатів - 1,5 % — осіб інших рас |

До двох чи більше рас належало 3,2 %. Частка іспаномовних становила 5,2 % від усіх жителів.
За віковим діапазоном населення розподілялося таким чином: 24,2 % — особи молодші 18 років, 58,9 % — особи у віці 18—64 років, 16,9 % — особи у віці 65 років та старші. Медіана віку мешканця становила 42,1 року. На 100 осіб жіночої статі у місті припадало 118,5 чоловіків;  на 100 жінок у віці від 18 років та старших — 106,3 чоловіків також старших 18 років.
Середній дохід на одне домашнє господарство  становив 48 131 долар США (медіана — 40 625), а середній дохід на одну сім'ю — 53 603 долари (медіана — 44 375). За межею бідності перебувало 9,9 % осіб, у тому числі 7,9 % дітей у віці до 18 років та 21,1 % осіб у віці 65 років та старших.
Цивільне працевлаштоване населення становило 93 особи. Основні галузі зайнятості: роздрібна торгівля — 23,7 %, освіта, охорона здоров'я та соціальна допомога — 22,6 %, публічна адміністрація — 16,1 %.